# Hrabstwo Livingston (Nowy Jork)
Livingston – hrabstwo (ang. county) w stanie  Nowy Jork w USA. Populacja wynosi 64 328 mieszkańców (stan według spisu z 2000 r.).
Powierzchnia hrabstwa wynosi 1659 km². Gęstość zaludnienia wynosi 39 osób/km².

## Miasta
- Avon
- Caledonia
- Conesus
- Geneseo
- Groveland
- Leicester
- Lima
- Livonia
- Mount Morris
- North Dansville
- Nunda
- Ossian
- Portage
- Sparta
- Springwater
- West Sparta
- York

## Wioski
- Avon
- Caledonia
- Dansville
- Geneseo
- Leicester
- Lima
- Livonia
- Mount Morris
- Nunda

## CDP
- Byersville
- Conesus Hamlet
- Conesus Lake
- Cumminsville
- Cuylerville
- Dalton
- East Avon
- Fowlerville
- Greigsville
- Groveland Station
- Hemlock
- Hunt
- Kysorville
- Lakeville
- Linwood
- Livonia Center
- Piffard
- Retsof
- Scottsburg
- South Lima
- Springwater Hamlet
- Wadsworth
- Websters Crossing
- Woodsville
- York Hamlet